# Eschdorf
Eschdorf (Luxemburgs: Eschduerf) is een plaats in de gemeente Esch-sur-Sûre en het kanton Wiltz in Luxemburg.
Eschdorf telt 473 inwoners (2007).

## Galerij

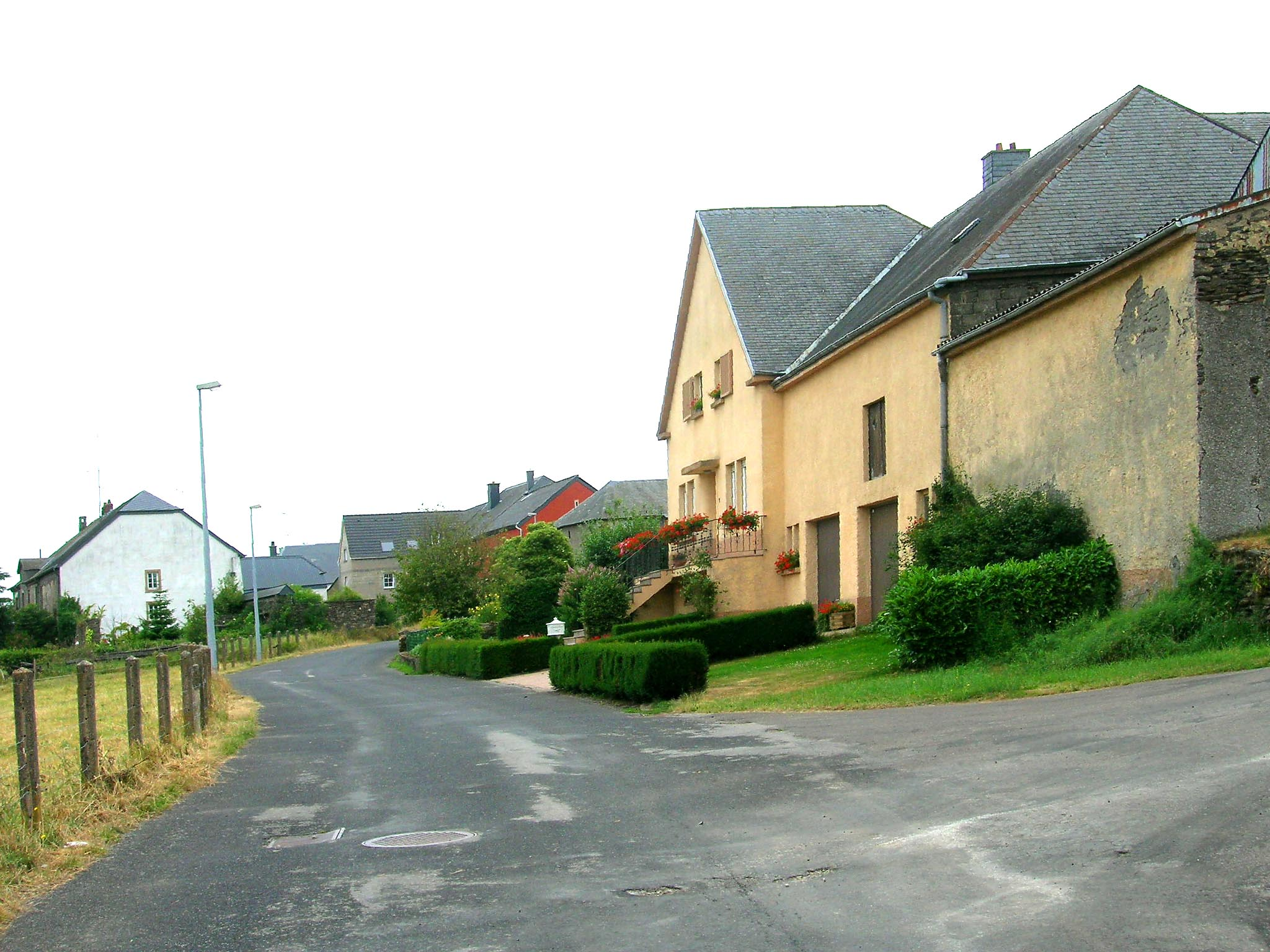
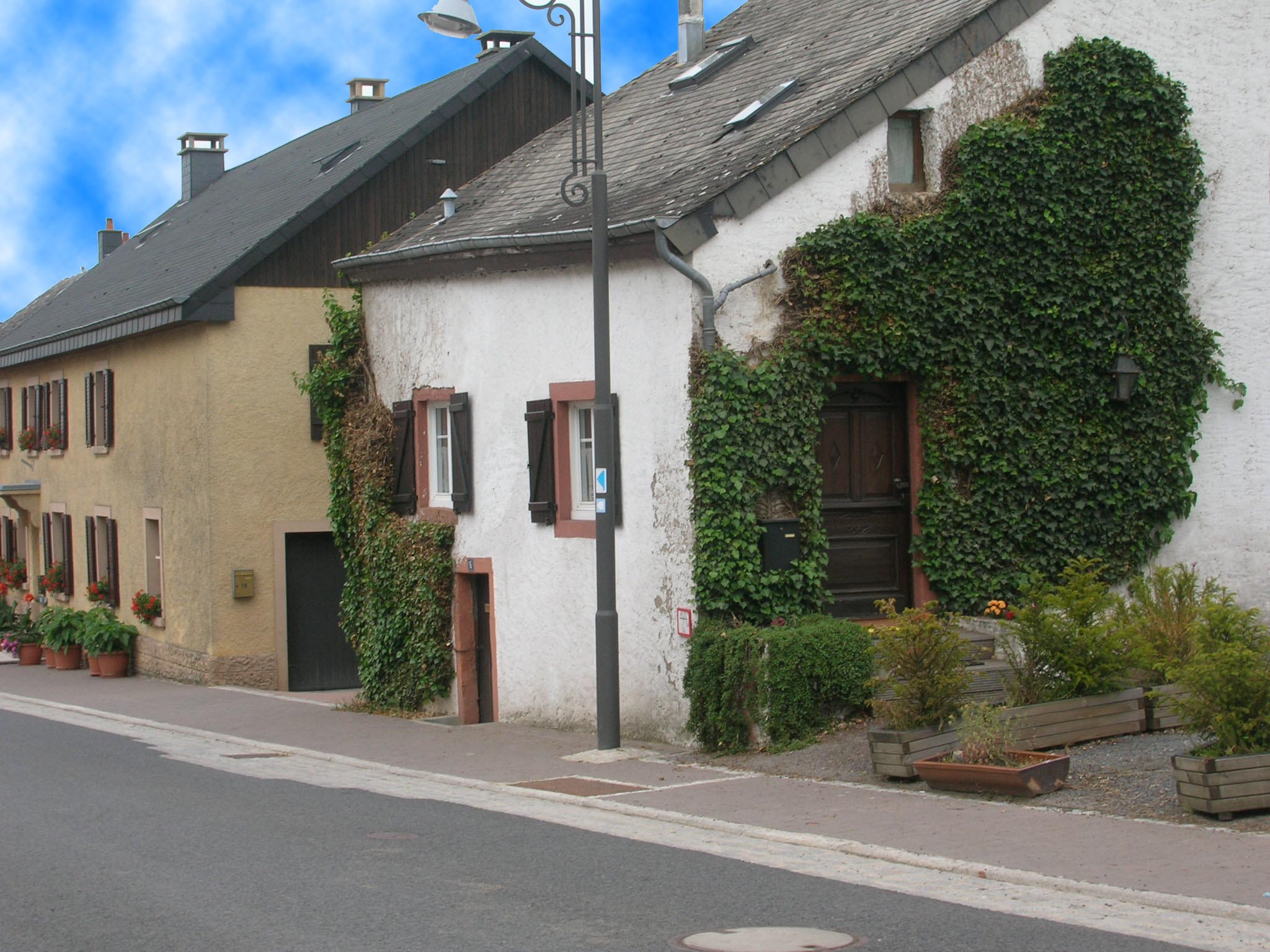
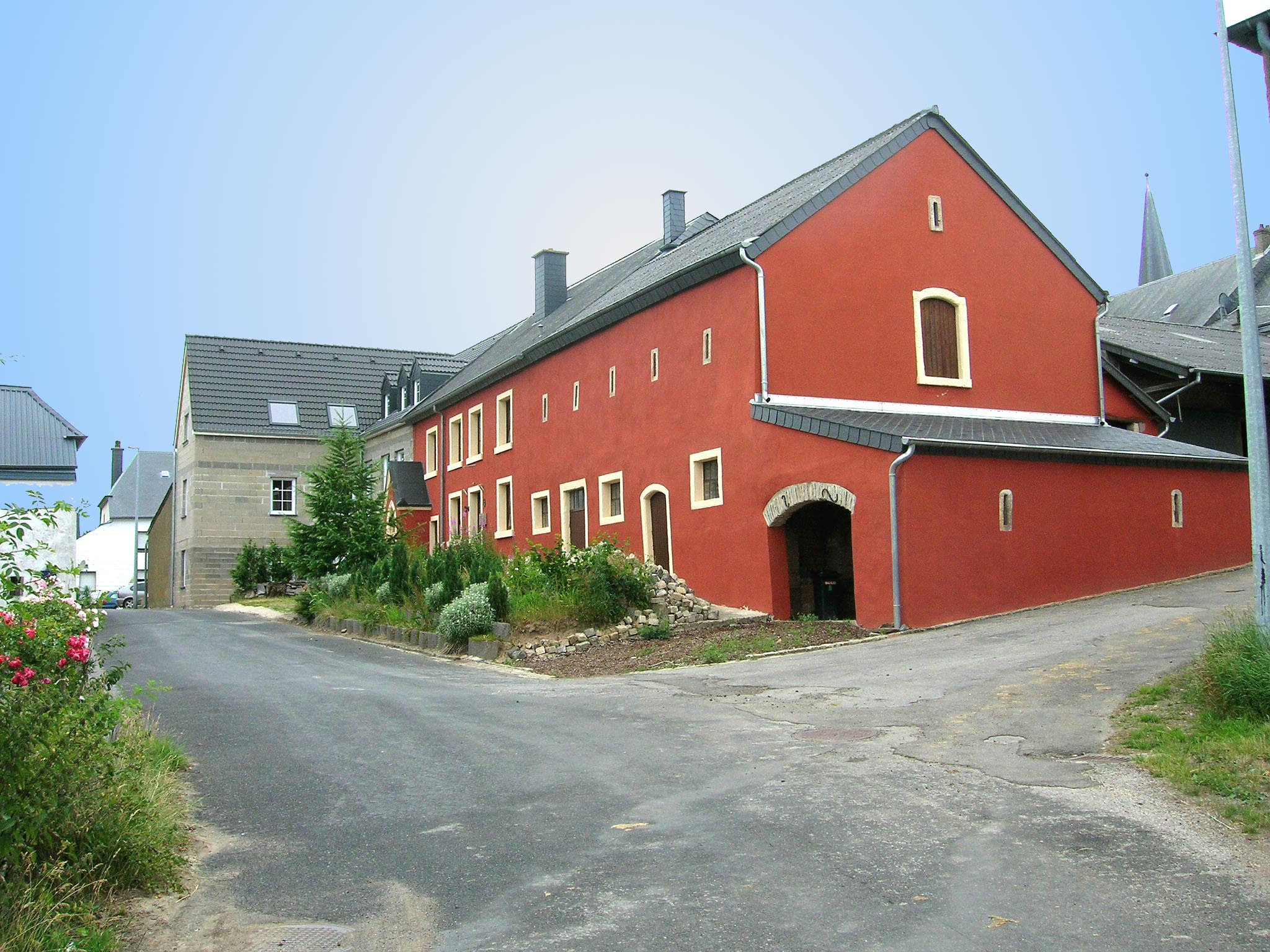

Bonnal · Dirbach · Eschdorf · Heiderscheid · Heiderscheidergrund · Hierheck · Insenborn · Lultzhausen · Merscheid · Neunhausen · Ringel · Tadler

Luxemburgse gemeenten · Kanton Wiltz · Luxemburg